# Prabis Sector
Prabis Sector är en sektor i Guinea-Bissau.   Den ligger i regionen Biombo, i den västra delen av landet, 17 km väster om huvudstaden Bissau. Antalet invånare är 32 016. Arean är 213 kvadratkilometer.
Terrängen i Prabis Sector är mycket platt.